# Kokkedal (plaats)
Kokkedal is een plaats in de Deense gemeente Fredensborg en ligt ongeveer 3 km van de kust. Kokkedal was de hoofdplaats van de gemeente Karlebo, tot deze op 1 januari 2007 opging in de nieuwe gemeente Fredensborg.
Kokkedal ligt aan de spoorlijn Kopenhagen - Helsingør en aan de Helsingørmotorvejen, een Deense autosnelweg tussen Kopenhagen en Helsingør.

## Geboren
- Michael Mørkøv (1985), Deens wielrenner

- Virtual International Authority File: 317277875